# Gyarmati János (labdarúgó)
Gyarmati János, Gyurcsó (Tápiószele, 1910. február 8. – Budapest, 1974. augusztus 29.) válogatott labdarúgó, fedezet, edző. Az NDK labdarúgó-válogatottjának szövetségi kapitánya (1955–1957).

## Pályafutása

### A válogatottban
1937 és 1938 között 3 alkalommal szerepelt a válogatottban.

## Sikerei, díjai

### Edzőként
- Keletnémet bajnokság
  - bajnok: 1954, 1962
- Keletnémet kupa
  - döntős: 1962
- Mesteredző (1961)

## Statisztika

### Mérkőzései a válogatottban
| Magyarország | Magyarország       | Magyarország              | Magyarország | Magyarország | Magyarország | Magyarország | Magyarország | Magyarország |
| #            | Dátum              | Helyszín                  | Hazai        | Eredmény     | Vendég       | Kiírás       | Gólok        | Esemény      |
| ------------ | ------------------ | ------------------------- | ------------ | ------------ | ------------ | ------------ | ------------ | ------------ |
| 1.           | 1937. november 14. | Budapest, Üllői úti pálya | Magyarország | 2 – 0        | Svájc        | Európa-kupa  | -            |              |
| 2.           | 1938. január 9.    | Lisszabon                 | Portugália   | 4 – 0        | Magyarország | barátságos   | -            |              |
| 3.           | 1938. január 16.   | Luxembourg                | Luxemburg    | 0 – 6        | Magyarország | barátságos   | -            |              |
|              | Összesen           |                           |              | 3            | mérkőzés     |              | 0            | gól          |